# Володская
Володская — деревня в Шенкурском районе Архангельской области. Входит в состав муниципального образования «Верхоледское».

## География
Деревня расположена в южной части Архангельской области, в таёжной зоне, в пределах северной части Русской равнины, в 93 километрах на северо-запад от города Шенкурска, на левом берегу реки Ледь, притока Ваги. Ближайшие населённые пункты: на юге, на противоположном берегу реки, деревня Хомутинская.
Часовой пояс
Володская, как и вся Архангельская область, находится в часовой зоне МСК (московское время). Смещение применяемого времени относительно UTC составляет +3:00.

## Население
| 2002 | 2010 | 2012 |
| ---- | ---- | ---- |
| 45   | ↘28  | ↘23  |

## История
Указана в «Списке населённых мест по сведениям 1859 года» в составе 1-го стана Шенкурского уезда Архангельской губернии под номером «2198» как «Володская (Вологодская, Наумовская)». Насчитывала 14 дворов, 54 жителя мужского пола и 55 женского.
В «Списке населённых мест Архангельской губернии к 1905 году» деревня Володская ( Наумовская) насчитывает 26 дворов, 101 мужчину и 96 женщин, также обозначено наличие разгонной станции. В административном отношении деревня входила в состав Верхоледского сельского общества Великониколаевской волости.
В 1911 году деревня оказалась в составе новой Котажско-Верхоледской волости, которая выделилась из Великониколаевской. На 1 мая 1922 года в поселении 40 дворов, 65 мужчин и 101 женщина.